# Sphaeradenia sanctae-barbarae
Sphaeradenia sanctae-barbarae är en enhjärtbladig växtart som beskrevs av Gunnar Wilhelm Harling. Sphaeradenia sanctae-barbarae ingår i släktet Sphaeradenia och familjen Cyclanthaceae. IUCN kategoriserar arten globalt som nära hotad.
Artens utbredningsområde är Ecuador.

## Underarter
Arten delas in i följande underarter:
- S. s. monostyla
- S. s. sanctae-barbarae